# Hyperfokus
Der Begriff Hyperfokus oder Hyperfokussierung bezeichnet einen speziellen Zustand starker Konzentration. Bei der Aufmerksamkeitsdefizit-/Hyperaktivitätsstörung (ADHS) oder Autismus ist oft zu beobachten, dass sich Betroffene besonders interessierenden Aufgabenstellungen äußerst intensiv und ausdauernd widmen können.

## Beschreibung
Während ADHS-Betroffene normalerweise starke Probleme haben, ihre Konzentration ausdauernd bei einem Thema zu behalten, können sie, wenn sie zu etwas motiviert sind, im Gegensatz dazu eine Flow-ähnliche, extreme Konzentration auf ein Thema entwickeln, die es ihnen ermöglicht, es sehr schnell zu durchdringen, auch am Rande erwähnte Details aufzunehmen und ohne Pause sehr lange intensiv das Thema zu bearbeiten. Hierbei ist die Motivation selbst nicht vom Betroffenen beeinflussbar.
Der Hyperfokus hat große Vorteile, wenn Betroffene ein Thema selbständig bearbeiten müssen; in einer Lehrgangssituation allerdings wirken ihre fast monologischen Ausführungen und häufigen Zwischenfragen zu Aspekten des Themas, deren Zusammenhang nicht unbedingt für andere Teilnehmer ersichtlich ist, für Kommilitonen und Lehrer häufig störend.
Ein weiteres Problem ist, dass Betroffene den Hyperfokus nicht lenken können; somit zeigt sich, beispielsweise in der Schule, das Bild eines Schülers, der mit der Bewältigung des Themas offensichtlich große Probleme hat, plötzlich aber eine hohe Leistungsfähigkeit zeigt. Dies führt bei unaufgeklärten Mitmenschen häufig zu Missverständnissen – „Wenn er will, kann er doch!“ ist ein häufiger Satz in Beurteilungen von ADHS-Betroffenen – oder aber auch zu Antipathie, die ein ADHS-Betroffener wegen seiner Hypersensibilität häufig deutlich wahrnimmt. Dies kann zu den typischen Integrationsstörungen ADHS-Betroffener beitragen und eine reaktive Depression als Begleiterkrankung auslösen.
Betroffene blenden während des Zustands der Hyperfokussierung die Umwelt aus und vergessen die Zeit. Dadurch läuft der Betroffene Gefahr, beispielsweise soziale Kontakte und Familie zu vernachlässigen.
Ein Betroffener, der einschätzen kann, bei welchen Themen er in den Hyperfokus gelangen kann, kann dies in seiner Berufswahl berücksichtigen. Hieraus erklärt sich die hohe Rate an Selbständigen unter ADHS-Betroffenen, vor allem, da Betroffene so ihre Arbeitsumgebung flexibel gestalten können. Die Möglichkeit, zum einen sich selbst den Tätigkeiten zu widmen, die den eigenen Interessen (dem eigenen Hyperfokus) entsprechen und zum anderen die Tätigkeiten, die außerhalb des eigenen Aufmerksamkeitsbereichs liegen, Mitarbeitern zuzuweisen, ermöglicht entsprechend aktiven ADHS-Betroffenen eine Kompensation der eigenen Defizite und damit eine erfolgreiche Berufsausübung. Der besondere Erfolg bei Konzentration auf die eigenen Fähigkeiten hilft dabei oft, die verbleibenden Defizite der emotionalen Dysregulation zu kompensieren.